# Condado de Villafuente Bermeja
El condado de Villafuente Bermeja es un título del Reino de España otorgado por el rey Carlos II a Juan Francisco de Mirabal y Espínola, caballero de la Orden de Calatrava y caballero veinticuatro de Jerez de la Frontera, en virtud de un memorial que presentó en el cual se detallaban todos los servicios que el linaje de los Mirabal de Jerez de la Frontera había prestado a la Monarquía Hispánica a lo largo de la historia.
Le fue concedido el título con la denominación de conde de Villafuente Bermeja por Real Decreto de 22 de febrero de 1693 cancelando el previo de vizconde de Villafuente Bermeja.

## Juan Francisco de Mirabal y Espínola, I conde de Villafuente Bermeja
El linaje de los Mirabal aparece documentado en Jerez de la Frontera a mediados del siglo XIV. Tenían enterramiento y capilla propia en la iglesia de San Juan. Numerosos miembros de este linaje fueron veinticuatros de dicha ciudad.
Juan Francisco era hijo de Juan Francisco de Mirabal y Pavón de Lobatón, caballero de la Orden de Alcántara, y de su esposa María Luisa Espínola y Morales.
Hermano de Luis de Mirabal y Espínola, I marqués de Mirabal, político de relevancia en el reinado de Felipe V y en el de Luis I, en el que llegó a desempeñar el cargo de presidente del Consejo de Castilla.
Otro de sus hermanos fue Rodrigo de Mirabal, caballero de la Orden de San Juan y maestre de campo de la Real Armada, que sucedió en el condado al no haber descendencia de su línea.

## Listado de poseedores del título (Mirabal - Carrasco - Dávila)
|                                | Titular | Periodo                        |
| Creación en 1693 por Carlos II | Creación en 1693 por Carlos II | Creación en 1693 por Carlos II |
| ------------------------------ | --- | ------------------------------ |
| I                              | Juan Francisco de Mirabal y Espínola, I conde de Villafuente Bermeja. Caballero de la Orden de Calatrava, caballero veinticuatro de Jerez de la Frontera (*Jerez de la Frontera 1653). Casó el 23 de mayo de 1667 en la iglesia parroquial de San Mateo de Jerez de la Frontera con su prima segunda Juana Josefa Ponce de León, hija del primo hermano de su padre Francisco Ponce de León, caballero de la Orden de Calatrava, y de su esposa Leonor Luisa Lorenzo de Fuentes. Sucedió su hijo: | 1693-¿?                        |
| II                             | Francisco José de Mirabal y Ponce de León, II conde de Villafuente Bermeja, caballero de la Orden de Alcántara (*Jerez de la Frontera 1680). Casó el 8 de noviembre de 1717 con su prima hermana Mariana Melchora de Mirabal y Dávila Guzmán, II marquesa de Mirabal. No tuvieron descendencia. Sucedió su tío: |                                |
| III                            | Rodrigo de Mirabal y Espínola, III conde de Villafuente Bermeja, caballero de la Orden de San Juan, maestre de campo de la Real Armada del Mar Océano. Sin descendencia, sucedió su sobrina, hija de Luis de Mirabal, I marqués de Mirabal: |                                |
| IV                             | Josefa Micaela de Mirabal, III marquesa de Mirabal, IV condesa de Villafuente Bermeja, señora de la Villa de Boadilla del Monte. Casó con Tello Dávila. Sin descendencia. Sucedió su hermana: | 1767-1773                      |
| V                              | Magdalena de Mirabal, IV marquesa de Mirabal y V condesa de Villafuente Bermeja. Casó con Pablo Carrasco Moya Ferrer y de Mora, coronel del Regimiento de Caballería de la Costa del Reino de Granada, comandante militar del Departamento de la Ciudad de Vélez-Málaga, natural de la villa del Villar del Humo, obispado de Cuenca. Sucedió su hija: | 1774-1777                      |
| VI                             | Vicenta Carrasco de Mirabal y Espínola, V marquesa de Mirabal y VI condesa de Villafuente Bermeja. Casó el 28 de abril de 1779 en Madrid (real iglesia de Nuestra Señora del Buen Suceso) con Joaquín María Hurtado de Mendoza y Martínez de Medinilla, señor de las Casas de Mendoza en Martioda, la Puente y Traslaviña, Torres de Necolalde y Lazcano en la provincia de Guipúzcoa; señor de las de Azcarza y Medina-Rosales, Iturrízar, Fortaleza de Hueto, Hermandades de Martioda y los Huetos, Jurisdicción de la Oca, Villas de Berganzo y Serranos del Nigar; pariente mayor de la Casa de la Puente y de la de la Gaurra como señor de la citada Torre de Ascarza, cabeza del antiguo linaje de Barrientos; patrón divisero de las Iglesias Parroquiales de San Juan de Martioda y Nuestra Señora de Urrialdo en la provincia de Álava, de Nuestra Señora de Traslaviña, San Miguel de Lirraxes, San Miguel de Aedo, San Andrés de Viarres, San Pedro de Romaña, en las demarcaciones del Señorío de Vizcaya; de las de San Martín de Aedo, San Juan de la Bárcena, en el Valle de Angulo en el Reino de Castilla; y de la de Santa María de la Piedad de la Villa de Medina del Campo. Con ellos se extinguió la descendencia de los primeros marqueses de Mirabal y condes de Villafuente Bermeja, por lo cual sucedieron en los títulos su pariente más cercano, que fue: | 1786-¿?                        |
| VII                            | Álvaro Dávila y Núñez de Villavicencio, VI marqués de Villamarta-Dávila, VI marqués de Mirabal y VII conde de Villafuente Bermeja, caballero de la Real Maestranza de Caballería de Ronda (Jerez de la Frontera 1784-Jerez de la Frontera 1825). Casó el 29 de febrero de 1808 en Jerez de la Frontera (San Miguel) con Juana de Dios Adorno y Ponce de León, hija de los III condes de Montegil. Sucedió su hijo: | 1808-1825                      |
| VIII                           | Álvaro Dávila y Adorno, VII marqués de Villamarta-Dávila, VII marqués de Mirabal y VIII conde de Villafuente Bermeja, maestrante de Ronda (Jerez de la Frontera 1808-Jerez de la Frontera 1858). Casó el 15 de febrero de 1831 en Jerez de la Frontera (San Miguel) con Josefa Pérez de Grandallana y Angulo, hija del laureado brigadier Francisco Pérez de Grandallana. Sucedió su hijo: | 1848-1858                      |
| IX                             | Álvaro Dávila y Pérez de Grandallana, VIII marqués de Villamarta-Dávila, VIII de Mirabal y IX conde de Villafuente Bermeja, caballero gran cruz de la Orden de Isabel la Católica, maestrante de Ronda (Jerez de la Frontera 1832-Jerez de la Frontera 1887). Casó el 23 de febrero de 1863 en Jerez (San Miguel) con Francisca de Caracciolo de Ágreda y Balleras, sobrina de los condes de Casa de Ágreda, descendientes del antiguo e ilustre Solar de Tejada. Álvaro distribuyó sus tres títulos entre sus tres hijos varones. En el condado de Villafuente Bermeja sucedió su tercer hijo varón: | 1859-1887                      |
| X                              | Sancho Dávila de Ágreda, X conde de Villafuente Bermeja, maestrante de Ronda (Jerez de la Frontera 1870-Puerto Real 1941). Casado con María de las Mercedes Fernández de Celis y Ariosa (La Habana 1883-Cádiz 1957). Hija de Miguel Fernández y Gutiérrez de Celis, natural de Santiago de Cuba, y de María del Carmen Ariosa y del Casal. Sucedió su hijo: | 1888-1941                      |
| XI                             | Sancho Dávila y Fernández de Celis, XI conde de Villafuente Bermeja. licenciado en Derecho y abogado. Oficial de Complemento de Húsares de la Princesa, maestrante de Ronda, miembro de la Asociación de Hidalgos a Fuero de España (1905-1972). Cofundador de Falange Española junto con su primo tercero José Antonio Primo de Rivera y Sáenz de Heredia. Presidente de la Real Federación Española de Fútbol, presidente del Casino de Madrid. Existen calles que llevaron su nombre en varias ciudades y villas de España, entre ellas Melilla, Sevilla o Madrid. Casó en 1935 con Ana Iriarte Turmo, hija de Antonio Iriarte y María de la Concepción Turmo Benjumea. Sucedió su hijo: | 1949-1972                      |
| XII                            | Sancho Dávila Iriarte, XII conde de Villafuente Bermeja, ingeniero agrónomo (Madrid 1942). Matador de toros con alternativa y confirmación en 1969 en la Plaza de Toros de Madrid. Ganadero de toros bravos, vicepresidente de la Unión de Criadores de Toros de Lidia. Director comercial y director de desarrollo de ENFERSA, Gerente de Nuevas Actividades de la División de Fertilizantes del INI, director de Agrox, casado con María Adelaida Asín y García de los Ríos. Con descendencia. | actual titular                 |